# Somatidia latula
Somatidia latula là một loài bọ cánh cứng trong họ Cerambycidae.